# Johan I av Aragonien

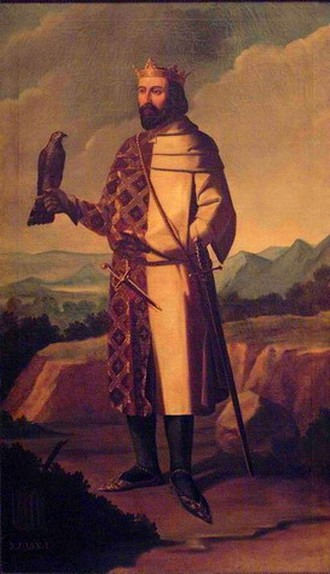
Johan I av Aragonien.

Johan I av Aragonien (spanska Juan), född den 27 december 1350 i Perpignan, död den 19 maj 1396, var kung av Aragonien.
Johan efterträdde 1387 sin far Peter IV. Under sin regering väckte Johan I missnöje genom kostnaderna för krig på Sicilien och Sardinien och för ett präktigt hov. Han efterträddes av sin bror Martin.